# Atopotrophos chinensis
Atopotrophos chinensis är en stekelart som beskrevs av Dmitriy R. Kasparyan 1975. Atopotrophos chinensis ingår i släktet Atopotrophos och familjen brokparasitsteklar. Inga underarter finns listade.